# Jan Biliński
Jan Biliński (Bieliński) (ur. ok. 1540, zm. 1604) – nauczyciel i wychowawca św. Stanisława Kostki. 

## Życiorys
Pochodził z Krakowa. W semestrze zimowym 1559 zapisał się na Akademię Krakowską i tam ukończył studia w 1563. W tymże roku rozpoczął pracę pedagogiczną u Jana Kostki w Rostkowie. Jako wychowawca towarzyszył Stanisławowi i Pawłowi Kostkom podczas nauki w Wiedniu do 1567. W późniejszym wieku przyjął święcenia kapłańskie. W kwietniu 1578 otrzymał nominację na probostwo w Przasnyszu, a w grudniu tegoż roku został mianowany proboszczem parafii Radzanowo. Był kanonikiem płockim i pułtuskim (od 1583). W styczniu 1603 składał świadectwo w pułtuskim procesie beatyfikacyjnym Stanisława Kostki.